# Ферекратовский стих
Ферекратовский стих (также Ферекратов стих, Ферекратей или Ферекратий) — стих античной метрики, названный в честь древне-греческого поэта и комедиографа Ферекрата (вторая половина V века до н. э.).
Ферекратовский стих относится к числу логаэдов и представляет собой два трохея в соединении с дактилем, который может быть на первом или на втором месте:
1. Ферекратовский стих I: «—UU|—U|—U»;
2. Ферекратовский стих II: «—U|—UU|—U».